# Национални парк Маројеју
Национални парк Маројеју је један од националних паркова стационирао у регији Сава у североистичном делу Мадагаскара. Покрива површину од 597,52 km², а његов централи де је планински масив Маројеју, који је висине 2132 м. Простор око масива био је затворен за туристе, а приступ је био дозвољен само научницима, када је овај простор постао природни резерват 1952. године. Године 1998. отворен је за јавност и претворен у национални парк. Ова област постала је део Светске баштине 2007. године, под називом Кишне шуме Атсинана, 2007. године. Упркос његовом неприступачном терену и даље је присутна илегална сеча шуме, нарочито од почетка политичке кризе 2009. године на Мадагаскару. Рударство, пољопривреда и сеча шуме главне су претње парку. 
Надморска висина у парку варира, па се густе кишне шуме могу наћи на нижим надморским висинама, док се на вишим налазе ређа шумска подручја.
Најбољи услови за раст биљака налазе се на источном делу планинског масива Маројеју, на којем има више падавина него на западној страни. Због климатских разлика, у парку је настањен велики број биљних и животињских врста. Сматра се да у парку има најмање 118 врста птица, 148 врста рептила и водоземаца и 11 врста лемура. Једна од врста лемура која настањује парк је Propithecus candidus, који се налази на Светској листи 25 најугроженијих примата. Птица Euryceros prevostii сматра се симболом парка.
На простору парка налазе се три кампа : камп Мантела на 450 м надморске висине, камп Маројејиа на 775 м и камп Симпона који се налази на 1250 м и представља базни камп. 

## Историја
Национални парк Маројеју стациониран је на североистичном делу Мадагаскара, између градова Андаша и Самбава, а протеже се 32 км од истока ка западу и 22 км од севера до југа. Централни део парка налази се на планинском масиву Маројеју.
Иако су се друге планине и подручја у региону истраживале још од 1929. године, Маројеју није истраживан све до 1937. године. Масив није било геолошки описан све док француски ботаничар Хенри Хумберт из Националног музеја историје природе у Паризу није отишао и истражио подручје, 1948. године. Пре тога, Хумберт је истражио већи број планинских подручја у континенталној Африци.У периоду од новембра 1948. до новембра 1950. провео је пет месеци у парку и сакупио је 4039 биљака за студије. После неколико експедиција објавио је књигу "Чудо природе" 1955. године, у којем је тврдио да је масив најимпресивнији распон на целом Мадагаскару због величине, цветне разноликости и нетакнуте природе.
Маројеји је издвојен као један од стриктних природних резерви Мадагаскара 1952. године, углавном због Хумбертовог ентузијазма и подршке. Под овом заштитом, само научним истраживачима је било дозвољено да посете локацију. Године 1998. Маројеји је претворен у национални парк и стога је постао отворен за посетиоце.
Првобитно је овај простор посматран као прелазна зона између источних кишних шума и централних планина, док је Маројеји сада познат као један од најбогатијих биодиверзитета у држави. Планински екосистеми, флора и фауна истражени су раних седамдесетих, све до деведесетих година 20. века, када су рађена истраживања.
Маројеју је од 2007. године доспео на листу Светске баштине, као део кишних шума Атсинане. Због илегалног сечења и трговине шумом, а посебно након политичке кризе у Мадагаскару 2009. године, кишне шуме Атсинане додате су на листу Светске баштине у опасности 2011. године.

## Границе и величина парка
Границе националног парка су првобитно биле успостављене када је парк основан 1952. године. Са другом уредбом од стране Владе Мадагаскара 1966. године потврђен је статус парка као строги резерват природе и границе су поново обележене. Величина парка процењена је на 60,150 хектара. У то време две породице су живеле унутар парка, што је првобитно било дозвољено под условима да не обрађују земиљиште у парку нити да дозволе другима да се у њега уселе.
Породице су касније протеране због кршења ових услова. Многе породице из локалних заједница нису разумеле зашто је њима забрањено тако велико подручје које је толико богато средствима и неопходно за њихов опстанак, а од краја осамдесетих до 1993. године престали су поштовати статус парка. Искрчили су шуму на границама парка како би створили плантае ваниле и кафе. Године 1993. Светска фондација за природу иселила је људе који су живели у резервату и почели поново да преговарају о границама са локалном заједницом на основу декрета из 1966. године. Стазе и стубови су након тога коришћени да означе ивице резервата. Неколико година након ових догађаја, многе заједнице које живе близу граница парка постале су више укључене у надзор шума, а сеча шума се нагло смањила на само неколико хектара годишње.
Године 1998. Светска фондација за природу тражила је да Влада Мадагаскара попусти са ограничењима на резервату, како би се на овом простору развио еко туризам, а приход од тога би имали људи који живе на периферији овог парка. У мају 1998. године резерват је постао национални парк. Око граница се опет преговарало, нарочито у западним и северозападним деловима регије, а овог пута границе парка били су гребени.
Величина парка је прилагођена на 60.050 хектара, док су неке западне заједнице добиле приступ нетакнутим шумским зонама, али су неке на северозападу изгубиле пољопривредно земљиште. Данас постоји 91 граничник у парку, који су постављени да би се заштитило подручје, јер на простору парка је забрањен лов и сеча шуме.
Током октобра 2005. године објављени су извештаји који показују да су гранични маркери премештени са одобрењем запослених у парку и да су подручја унутар парка обрађивана. У јануару 2006. године координатор парка је био отпуштен због померања граничних маркера док је агент за заштиту паркова продао земљиште од 9 хектара локалном фармеру за 2 милиона мадагаских франака (око 200 америчких долара). Године 2010. уследила су нова разграничења парка чија је величина тада била око 55.500 хектара.

## Топографија и станиште
Национални парк Маројеју обухвата 55.500 хектара и штити скоро цео истоимени планински масив, који се налази на надморској висини између 75 до 2132 метара. Масив је део планинског ланца који се протеже од Тсаратане на северозападу до полустрва Масоала на југу. Као резултат великог раста надморске висине, простор има разноврсне микроклиматије и видиљиве промене у станишту, што га чини једним од ретких места на свету где се на малим раздаљинама налазе кишне шуме и планинска грмља. Такође, захваљујући робусној топографији, вегетативни мозаик варира између гребена и косина масива, чак и на истим надморским висинама.
Температуре у региону су прилично константне, с обзиром да дневна температура и сезонски распон варирају изузетно мало. Фебруар је најтоплији месец, у просеку је 25 °C, док је август најхалднији, са просеком од 19 °C. Пењањем на врхове температура се смањује за 1 °C на сваких 200 метара висине.

Киша пада сваког месеца на јужној страни планине, а регион добија најмање 2300 мм падавина годишње што га чини једним од највлажнијих подручја на Мадагаскару. Северна страна планине је тропска, са шестомесечном сушном сезоном где има око 1500 мм падавина годишње. Општа регија има највише падавина током топлих сезона, од новембра до априла.
Температура и падавине знатно варирају у зависности од локације у парку. Ниже температуре карактеристичне су за више надморске висине, а на источним падинама масива просечно има највише падавина, док западне падине имају дуготрајни сушни период.
На врховима гребена има јаких ветрова и тамо су слаби услови за развој биљних врста. Ефекат се може видети у животу биљке и њиховом стопи раста. Широк опсег у надморској висини и робусна топографија такође играју кључну улогу у стварању различитих станишта распоређених преко планинских падина утичући на температуру ваздуха, флуктуације температуре и ниво влажности. Интеракција између ових фактора утиче на раст и развој биљака, који чине темељ екосистема. Резултат је изузетно разноврсна и неједнако распоређена шума која покрива 90% парка. На простору парка налази се неколико потока, као и реке Локохо која извире из западних и јужних падина планинског масива Маројеју и Андроранга која извире из северних падина. Обе реке протичу проз град Самбави и уливају се у Индијски океан.

## Биодиверзитет
Национални парк Маројеју је познат по својој богатој биодиверзитетности, која може привући научнике и туристе. Постоји широк спектар станишта унутар парка, а многе биљке и животиње су ендемске за подручје. Научне експедиције редовно откривају врсте које нису претходно документоване на овом подручју, или у неким случајевима, потпуно су нове у свету. Неке нове врсте су веома угрожене. У случају многих великих група, као што су бескичмењаци, веома је мало познато и још много тога остаје није откривено.

### Флора
Вегетација националног парка Маројеју је изузетно разнолика због различитих микроклима. Микроклиматије такође утичу на стопе раста биљака, на влажним источним падинама раст биљака је бржи, док на сувим западним падинама, биљке расту спорије. Раст биљака на гребенским врховима отежавају јаки ветрови и земљиште лошијег квалитета. Више од 2000 врста скривеносеменица је откривено у парку. У парку се налазе најмање четири биљне породице: Clusia rosea и Poaceae које су честе и врсте Elaeocarpaceae и Myrsinaceae које су ретке.
У парку постоје четири основне врсте шума:
- Ниске шуме које су распрострањене на надморским висинама испод 800 м. Њихова разноликост је највећа због тога што се налазе на просторима где има доста падавина, топлог времена и заштите од јаких ветрова.[12][17][18][17] Крошње ових шума су густе а дрвећа могу нарасти висине од 25 до 35 м.[12][17] Многа стабла имају преко 30 cm у пречнику.[12]
Велики број врста палми, епифита и 130 врста папрати такође су присутни.[17][12] Врсте попут бамбуса, дивљег ђумбира, Ravenala madagascariensis и Aframomum zambesiacum такође су присутне у парку.[14][17][26]
Најчешће породице скривеносеменица су Euphorbiaceae, Myrsinaceae, Acanthaceae, Gesneriaceae, Melastomataceae, Balsaminaceae, Sapotaceae и Euphorbiaceae. Равничарске ниске шуме покривају 38% површине парка.[12]

- Влажне планинске шуме налазе се у деловима парка између 800 и 1400 м надморске висине, а покривају 38% површине парка.[18] Дрвеће и грмље су мали због нижих темпераура и земљишта слабијег квалитета.[12][17][17] Ниже температуре доводе до кондензације и стварања магле.[26][12][17][17] Повећана влажност подстиче раст маховине и папрати, а породице биљака Rubiaceae, Euphorbiaceae, Myrtaceae, Arecaceae, Pandanaceae, и Burseraceae најчешће расту у овој зони.[12]

- Скрелофитске планинске шуме налазе се у парку на надморским висинама од 1400 до 1800 метара и покривају 11,5% површине парка. Дрвећа су доста мања, висине до 10 или 15 метара.[17][18][27] На овом простору најраспрострањеније су породице биљака Lauraceae, Rubiaceae, Clusiaceae, и Araliaceae.[27] Температуре су ниже, а ендемизам је врло висок на овом подручју, посебно између планинских врхова, због изолације. Подручје је такође високо подложно пожару због дебелих слојева хумуса.[17][28][9]

- Планинско жбуње налази се у парку на надморским висина од 1800 м и покрива 1,5% површине парка. На овим површинама услед ниских температура, ветрова и са малом количином падавина вегетација је ограничена. Висине биљних врста достижу до 2 м, доминирају густа грмља, а присутне су и орхидеје, минијатурне палме и бамбус.[17][12][17][17]
Најраспрострањеније биљне породице на овом простору су Ericaceae, Asteraceae, Balsaminaceae, Cunoniaceae и Clusiaceae.[25]

Од бројних биљних врста у Марореју, 35 њих су палме, а неколико њих је критично угрожено и има их изузетно мало. Само три од свих пописаних врста могу се наћи изван Мадагаскара, а седам се може наћи само на подручју овог парка. Више од 275 врста папрати се налази у парку, а 7 њих постоје само у овом парку.
У оквиру парка налази се неколико врста палисандра и све присутне су ендемичке за подручје Мадагаскара.

### Фауна
Парк је најпознатији по две птичије врсте Euryceros prevostii и изузетно угроженој врсти Propithecus candidus. Парк настањује и врста лемура Propithecus candidus која је једна од 25 најугроженијих врста примата у свету по листи из 2000. године. Према проценама постоји 1000 примерака ове врсте у природи и ниједна у заточеништву. Чак 75 од 118 врста у парку живи у шумама, а све врсте птице зависне од њих су ендемске на Мадагаскару и користе шуму за неко део њиховог животног циклуса. Једна од тих врста је Eutriorchis astur.
Поред врсте лемура Propithecus candidus, Национални парк Марореју је дом за још 10 других врста лемура, а неке од њих су угрожене углавном због губитка станишта. Врста ај-ај виђена је само једном у парку.
Остале врсте сисара укључују 15 врста Tenrec ecaudatus, 7 врста глодара и врсте Cryptoprocta ferox и Myzopoda aurita.
Врсте гмизаваца и водоземаца такође су бројне и има их више него на другим заштићеним подручијима Мадагаскара. Постоји 148 врста, 17 постоје само у овом парку, а оне укључују: Brookesia karchei и Chamaeleo peyrieresi. Врста Furcifer pardalis такође је пописана на простору парка. Бескичмењаци укључују стоноге, пауке и мале пијавице.

## Кампови и смештај
Парк је отворен током читаве године, а туристичке агенције препоручују посете од априла до маја и од септембра до децембра као најбоље време због најмање падавина. 
Парк је један od националних паркова на Мадагаскару који нуде брвнаре или бунгалове, поред тога што имају кухињу и тоалетну опрему у сваком од својих три главна кампа. Сви кампови нуде и шаторска крила за камповање у природи. Због сложеног терена, парк не може да прими велике групе туриста. У оквиру парка постоје локални водичи и стазе за пешачење, информативни центра и три главна кампа, а сваки од њих се налази на различитим надморским висинама.

## Литераура
- Atkinson, Paul; Mathieu, Eric (2008). „Welcome to Marojejy and Anjanaharibe-Sud: A collection of information for visitors to Marojejy National Park and Anjanaharibe-Sud Special Reserve, Madagascar” (PDF). Marojejy National Park. стр. 1—28. Архивирано из оригинала (PDF) 30. 1. 2011. г. Приступљено 30. 1. 2011.
- Bradt, Hilary (2007). Madagascar: The Bradt Travel Guide (9th изд.). Bradt Travel Guides. стр. 343–347. ISBN 978-1-84162-197-5.
- Garreau, J.-M.; Manantsara, A. (2003). „The protected area complex of the Parc National de Marojejy and the Réserve Spéciale de Anjanaharibe-Sud”.  Ур.: Goodman, S.M.; Benstead, J.P. The Natural History of Madagascar. University of Chicago Press. стр. 1451—1458. ISBN 978-0-226-30306-2.
- Goodman, Steven M., ур. (2000). „A floral and faunal inventory of the Parc National de Marojejy, Madagascar: with reference to elevational variation”. Fieldiana Zoology. Chicago: Field Museum of Natural History. 97. ISSN 0015-0754.

- Goodman, Steven M. (2000). „Chapter 1: Description of the Parc National de Marojejy, Madagascar, and the 1996 biological inventory of the reserve”: 1—18.
- Goodman, Steven M.; Jenkins, Paulina D. (2000). „Chapter 11: Tenrecs (Lipotyphla: Tenrecidae) of the Parc National de Marojejy, Madagascar”: 201—230.
- Carleton, Michael D.; Goodman, Steven M. (2000). „Chapter 12: Rodents of the Parc National de Marojejy, Madagascar”: 231—264.
- Sterling, Eleanor; McFadden, Karen (2000). „Chapter 13: Rapid census of lemur populations in the Parc National de Marojejy, Madagascar”: 265—274.

- Humbert, Henri (1955). Une merveille de la nature à Madagascar. Première exploration botanique du massif du Marojejy et de ses satellites. Série B, Biologie Végétale 6 (на језику: French). Mémoires de l'Institut Scientifique de Madagascar. стр. 1—210.
- Patel, E.R. (2009).  Mittermeier, R.A.; Wallis, J.; Rylands, A.B.; Ganzhorn, J.U.; Oates, J.F.; Williamson, E.A.; Palacios, E.; Heymann, E.W.; Kierulff, M.C.M.; Long Yongcheng; Supriatna, J.; Roos, C.; Walker, S.; Cortés-Ortiz, L.; Schwitzer, C., ур. „Primates in Peril: The World's 25 Most Endangered Primates 2008–2010” (PDF). Illustrated by S.D. Nash. Arlington, VA.: IUCN/SSC Primate Specialist Group (PSG), International Primatological Society (IPS), and Conservation International (CI): 23—26. ISBN 978-1-934151-34-1. Архивирано из оригинала (PDF) 10. 1. 2011. г.
- Patel, Erik R. (2007). „Logging of rare rosewood and palisandre (Dalbergia spp.) within Marojejy National Park, Madagascar” (PDF). Madagascar Conservation & Development. 2 (1): 11—16. doi:10.4314/mcd.v2i1.44124. Архивирано из оригинала (PDF) 12. 11. 2012. г. Приступљено 30. 1. 2011.
- Preston-Mafham, Ken (1991). Madagascar: A Natural History. Facts on File. ISBN 978-0-8160-2403-2.
- Randriamalala, Hery; Liu, Zhou (2010a). „Rosewood of Madagascar: Between democracy and conservation” (PDF). Madagascar Conservation & Development. 5 (1): 11—22. doi:10.4314/mcd.v5i1.57336. Архивирано из оригинала (PDF) 27. 8. 2010. г. Приступљено 30. 1. 2011.
- Randriamalala, Hery; Liu, Zhou (2010b). „Bois de rose de Madagascar: Entre démocratie et protection de la nature” (PDF). Madagascar Conservation & Development (на језику: French). 5 (Suppl 1): 1—56. Архивирано из оригинала (PDF) 12. 11. 2012. г. Приступљено 30. 1. 2011.
- Safford, Roger J.; Duckworth, Will, ур. (1990). A Wildlife Survey of Marojejy Nature Reserve, Madagascar. Study Report No. 40. International Council for Bird Preservation. стр. 1—184.

- Safford, Roger J.; Duckworth, Will (1990). Abstract. стр. 5—6.
- Evans, M. I. (1990). History of scientific work in Marojejy. стр. 15—16.
- Safford, Roger J.; Duckworth, Will (1990b). Timing of the survey. стр. 17—18.
- Safford, Roger J. (1990). Physical and vegetational profile of Marojejy. стр. 19—21.